# ناقضین عهد و میثاق
ناقضین عهد و میثاق، به افرادی در دیانت بهائی می‌گویند که اصل عهد و میثاق را زیر پا بگذارند. این اصل از بهائیان می‌خواهد که در هر زمان از مرجعی که برای اداره و هدایت جامعه تعیین شده پیروی کنند و به او وفادار و متعهد بمانند. زمانی که یک بهائی بر اساس تفسیر خاصی از آموزه‌ها یا وحی الهی، بخواهد مکتب یا فرقه‌ای راه‌اندازی کند و بر این تصمیم خود پافشاری کند، ناقض عهد و میثاقی است که بنیان‌گذار آئین بهائی با پیروان خود بسته است؛ بنابراین، این نقض عهد به معنای مخالفت فعّال فرد با موسسات آیین بهائی به‌شمار می‌رود.
زمانی که فردی به عنوان ناقض عهد و میثاق تشخیص داده شود، از جامعه بهائی طرد می‌شود و از تمام اعضای جامعه بهائی انتظار می‌رود که از ارتباط با وی پرهیز کنند. طرد افراد در دیانت بهائی بسیار نادر الوقوع است و تنها مرجع دیانت بهائی - در زمانه کنونی بیت العدل اعظم - می‌تواند فردی را به عنوان ناقض عهد و میثاق از جامعه طرد کند. این تصمیم تنها پس از آن اتخاذ می‌شود که فرد به‌طور مداوم با حمله علنی به عهد و میثاق و نقض آن، باعث ایجاد تفرقه و اختلاف شود و هشدارهای مکرر در مورد عواقب ادامه رفتارهایش را نادیده بگیرد.

## عهد و میثاق
یکی از عناصر آئین بهائی عهد و میثاق است که توسط بهاءالله، پایه‌گذار این آئین، به صورت یک حکم تعیین شده است. بهاءالله پیش از درگذشت خود، بارها و بارها به صورت مکتوب پسر ارشدش عبدالبهاء را که اغلب از او به عنوان «غصن» یا «غصن اعظم» یاد می‌کند، به عنوان تنها مبیّن منصوص آثارش (یعنی کسی که می‌تواند معنای مندرج در آثار او را به درستی توضیح، شرح و بسط دهد) یا مفسر رسمی تعالیم و مرکز امر خود انتخاب کرد و اعلام کرد که هرگونه توضیح یا تفسیر ارائه شده توسط وی دارای اعتبار برابر با گفته‌های خود بهاءالله است. بهاءالله همچنین معین کرد که بیت‌العدل اعظم، به عنوان شورایی بین‌المللی برای سرپرستی امور جامعه بهائی و هماهنگی کلیه فعّالیّت‌های آن، جلوگیری از تفرقه و انشعابات، توضیح موارد مبهم، و محافظت تعالیم از فساد و ارائه نادرست انتخاب شود. عبدالبهاء در وصیت خود محافظت و هدایت الهی این هیئت را تضمین کرد. چنین ساختاری در تاریخ مذاهب بی‌سابقه بوده است و منحصر به آئین بهائی است.
به علاوه، بهاءالله صریحاً تفسیر تعالیم توسط کسی به غیر از مفسر رسمی را ممنوع کرد. عبدالبهاء در وصیت‌نامه خود، نوه‌اش، شوقی افندی را به ولایت این آئین منصوب کرد و اختیار تفسیر آثار و نوشته‌های خود و بهاءالله را به وی داد. آثار بهاءالله، عبدالبهاء و شوقی افندی و تصمیمات بیت‌العدل اعظم منابعی هستند که همه مؤمنین به این آئین در صورت نیاز به راهنمایی به آن مراجعه کنند.
این بدین معنا نیست که بهائیان نمی‌توانند فهم و درک شخصی خود از آموزه‌ها یا وحی الهی و نظرات شخصی خود را داشته باشند. اتفاقاً بر اساس آموزه‌های بهائی، اعضای این جامعه تشویق می‌شوند که خودشان جستجوی حقیقت کنند و در مورد آنچه که می‌خوانند فکر کنند و به جای اینکه کورکورانه از شخص خاصی پیروی کنند، به دنبال کشف حقیقت باشند. امّا زمانی که افراد تصمیم می‌گیرند که عضو جامعه بهائی باشند این پیش‌فرض وجود دارد که به یک درک کلی از مفاهیم این آیات رسیده‌اند و قبول کرده‌اند که در مواقعی که اختلاف نظری در مورد معانی آموزه‌ها یا وحی الهی پیش می‌آید آنها باید برای حفظ وحدت که هدف کلی این آئین است نظر شخصی خود را به بقیه اعضا تحمیل نکنند.
برای حفاظت از این آئین و حفظ وحدت که یکی از اصول آئین بهائی است، هیچ بهائی نمی‌تواند بر اساس تفسیر خاصی از آموزه‌ها یا درک خودش از وحی الهی، مکتب یا فرقه‌ای ایجاد کند. افرادی که این دستورها را نقض کنند «ناقض عهد و میثاق» تلقی می‌شود. بهائیان هیچ اجباری برای بهائی بودن ندارند و در صورت تمایل می‌توانند از ایمان خود به آئین بهایی کناره‌گیری کنند و هیچ چیز نمی‌تواند مانع خروج آن‌ها از این دین شود. امّا تا زمانی که خود را پیرو این آئین می‌دانند از آن‌ها انتظار می‌رود به این عهد و میثاق که جزئی از اصول اساسی دین‌شان است احترام بگذارند.

## نقض عهد و میثاق
زمانی که یک بهائی بر اساس تفسیر خاصی از آموزه‌ها یا وحی الهی بخواهد مکتب یا فرقه‌ای راه‌اندازی کند، یا از کسی به غیر از بهاءالله، عبدالبهاء، شوقی افندی و بیت‌العدل‌اعظم پیروی کند، و بر این تصمیم خود پافشاری کند، ناقض عهد و پیمانی است که بنیان‌گذار آئین بهائی با پیروان خود بسته است؛ بنابراین، این نقض پیمان به معنای مخالفت فعّال فرد با موسسات آیین بهائی به‌شمار می‌رود. بنابر احکام بهائی فقط رهبران آئین بهائی در هر زمان می‌توانند تصمیم بگیرد که فردی «ناقض» محسوب می‌شود یا خیر. در این برهه از زمان، بیت‌العدل اعظم مسئولیت این تصمیم را به عهده دارد. مجازات به‌چالش کشیدن مرجع دیانت بهائی (شخصیت‌های محوری دیانت بهائی و بیت العدل اعظم) طرد کامل، به معنی قطع ارتباط با فرد متخلف، است. بنا بر دستور عبدالبهاء، زمانی که فردی به عنوان ناقض عهد و میثاق به بهائیان معرفی شود، از تمام اعضای جامعه بهائی انتظار می‌رود که از ارتباط با وی پرهیز کنند.
افرادی که به هر دلیلی به غیر از دشمنی با آئین بهائی از این دین خارج شده باشند ناقض محسوب نمی‌شوند؛ یعنی فقط کسانی که به ناقضین می‌پیوندند و کسانی که با دشمنی به آیین بهائی حمله می‌کنند، در زمره ناقضین قرار می‌گیرند. طرد اشخاص از جامعهٔ بهائی آخرین گزینه است و بسیار به ندرت اتفاق می‌افتد یعنی قبل این مرحله نهائی، گفتگویی با این افراد صورت می‌گیرد و در طولانی مدّت تلاش می‌شود که آگاهی این افراد نسبت به اهمیت عهد و میثاق و وحدت در جامعه افزایش پیدا کند و از پیامدهای نامطلوب تفرقه‌افکنی در جامعه بهائی مطلع شوند. در صورت اصرار این افراد به ادامه عضویت در جامعه بهائی و در عین حال دنبال کردن اهداف تفرقه‌افکنانه‌شان درون جامعه‌ای که هدفش ایجاد وحدت است، نهایتاً این افراد به عنوان ناقض میثاق معرفی می‌شوند. بهائیان موظفند حقوق مدنی ناقضان عهد و میثاق را با دقت رعایت کنند، نسبت به آنان نفرت نداشته باشند و احساسات آنها را جریحه دار نکنند، بلکه برای آنها دعا کنند. ناقضانی که صادقانه تغییر عقیده دهند می‌توانند مجدداً به عضویت جامعه بهائی پذیرفته شوند. افراد و گروه‌های متعددی از جامعهٔ بهائی طرد شده‌اند، اما به دلیل روشن بودن مستندات انتقال مرجعیت در آئین بهائی تا کنون فرقهٔ مهمی در این دین شکل نگرفته است.
به اعتقاد مکوین در غیاب یک قانون صریح برای ارتداد، حوزهٔ دقیق نقض عهد و میثاق هنوز مشخص نشده است.

## نمونه‌ها

#### میرزا محمدعلی

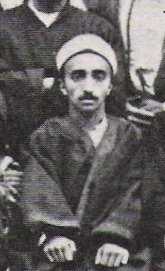
میرزا محمد علی که توسط پدرش بهاءالله، غصن اکبر لقب گرفته بود، پس از مرگ پدر توسط برادر خود عباس افندی، ناقض اکبر نامیده شد.

بهاءالله تا پایان عمرش در سال ۱۸۹۲ در عکا تحت حصر خانگی باقی ماند. بنا بر وصیت‌نامه بهاءالله، پسر بزرگش عباس که بعدها به عبدالبهاء ملقب گردید به عنوان جانشین او تعیین شد. بهائیان معتقدند این برای اوّلین بار در تاریخ ادیان است که پیامبر یک دین پس از خود به صورت کتبی و با خط خود جانشین خویش را انتخاب می‌کند و این موضوع به در امان ماندن آئین بهائی از تفرقه و انشعاب کمک می‌کند.
به جانشینی عبدالبهاء به‌طور رسمی و مشخص در دو اثر بهاءالله اشاره شده است. یکی وصیتنامه بهاءالله به نام کتاب عهدی که به دست خط خود نوشته بود و دیگری کتاب اقدس که شامل قوانین فردی و اجتماعی می‌باشد. در این دو اثر، بهاءالله از بهائیان می‌خواهد که بعد از درگذشتش به عبدالبهاء روی بیاورند. پیش از این نیز بهاءالله در آثار دیگری مانند «سورة الغصن» که در دوران تبعیدش در ادرنه یا «لوح ارض باء» که در زندان عکا نوشته بود به مقام عبدالبهاء اشاره کرده بود.
این وصیت‌نامه اندک زمانی پس از درگذشت بهاءالله در جمع بزرگی خوانده شد. در این وصیتنامه همچنین ذکر شده بود که میرزا محمدعلی- پسر دوّم بهاءالله - در رتبهٔ دوم بعد از عبدالبهاء قرار دارد. اکثریت قریب به اتّفاق بهائیان مطابق کتاب عهدی، عبدالبهاء را به عنوان جانشین و مبیّن و مفسّر رسمی آثار بهاءالله، مرکز عهد و میثاق و سرمشقی از زندگی بهائی پذیرفتند.
اندکی بعد امّا، میرزا محمدعلی، برادر ناتنی عبدالبهاء، برخلاف این وصیت‌نامه عمل کرده، مرجعیّت عبدالبهاء را انکار کرد و در ابتدا به صورت پنهان و سپس آشکار به مخالفت با او پرداخت. اگرچه این مخالفت‌ها نتوانست در وفاداری تودهٔ بهائیان به عبدالبهاء خللی وارد کند، امّا باعث بروز مشکلات برای عبدالبهاء از جانب مقامات عثمانی شد. همکاری میرزا محمدعلی و امپراتوری عثمانی به بازداشت و حصر مجدد عبدالبهاء در عکا انجامید و حکم تبعید او به صحراهای شمال آفریقا در دستور کار قرار گرفت. امّا با انقلاب جمعیت ترکان جوان، عبدالبهاء از خطر تبعید نجات یافت و مانند سایر زندانیان سیاسی امپراتوری عثمانی آزاد شد.
پاسخ عبدالبهاء به میرزا محمدعلی در طی سه مرحله متطّور شد. در ابتدا عبدالبهاء بدون علنی کردن مشکل سعی در مذاکره و مصالحه با میرزا محمدعلی و همراهانش داشت. سپس بعد از اطمینان از اینکه مصالحه راه به جایی نمی‌برد و خطر آسیب به جامعه وجود دارد، توّجه بهائیان را به اصل «عهد و میثاق» جلب نمود و به بهائیان دستور داد تا تمام روابط خود را با میرزا محمدعلی و همدستانش قطع کنند. بر اساس اصل عهد و میثاق در هر زمان پیروی از آن مرجعی که برای ادارهٔ جامعه تعیین شده ضروری است و باعث حفظ اتحاد جامعهٔ بهائی می‌شود. عبدالبهاء کسانی که این عهد و میثاق را زیر پا گذاشته بودند (مانند میرزا محمدعلی) «ناقض عهد و میثاق» (شکننده پیمان) اعلام کرد.
با وجود اینکه در تاریخ ادیان اختلاف و شکاف‌های اعتقادی بعد از درگذشت پیامبر و مؤسس آئین جدید امری رایج است امّا عبدالبهاء با وجود حملات جدّی از ناحیه برادر ناتنی خود توانست وحدت جامعه بهائی را بعد از درگذشت پدرش حفظ نماید و از تفرقه و به‌وجود آمدن شکاف‌های عقیدتی و انشعاب در آن جلوگیری کند. عبدالبهاء در وصیت‌نامه خود که «الواح وصایا» نامیده می‌شود شوقی افندی نوه ارشد خود را به عنوان جانشین برگزید و با تشریح فعالیت‌های میرزا محمدعلی او را ناقض عهد اعلام و از جامعه بهائی طرد کرد.
عبدالبهاء تأکید بسیاری بر رعایت عهد و میثاق داشت. شوقی افندی همانند عبدالبهاء، بر اهمیت عهد و میثاق تأکید می‌کرد. تأکید عبدالبهاء به پایداری در عهد و میثاق این موضوع را به جنبه‌ای مهم از اعتقاد بهائی تبدیل کرده بود و انتصاب شوقی افندی به عنوان ولی آئین بهائی بسیار صریح و بدون هیچ شک و ابهامی انجام شد؛ بنابراین، تنها چالش اوّلیّه نسبت به جانشینی شوقی افندی از سوی برادر عبدالبهاء، میرزا محمدعلی، مطرح شد. محمدعلی هنوز اظهار می‌داشت که با توجّه به وصیت‌نامه بهاءالله، وی باید جانشین عبدالبهاء باشد، استدلالی که برای همه، به غیر از طرف‌داران خودش، غیرقابل قبول بود و هست.

#### خانواده شوقی افندی
دوران دشوارتر ولایت شوقی افندی در طی دهه ۱۹۴۰ اتّفاق افتاد زمانی که علی‌رغم دستورالعمل خاص عبدالبهاء، برخی اعضای فامیل به صورت پنهانی با میرزا محمدعلی و حامیانش، ارتباط داشتند. دشمنی میرزا محمدعلی با عبدالبهاء منجر به اخراج بسیاری از منسوبان بهاءالله از آئین بهائی شد. این منسوبان شامل یکی از دختران بهاءالله به نام فروغیه و همسرش علی افنان بود. با اینکه علی افنان بعداً از طرف شوقی افندی بخشیده شد، پسر علی افنان، حسین، و برادرانش، فیضی، حسن و نیّر ناقض امر شناخته شدند. پس از آن، نیّر موجب پیوند نواده‌های عبدالبهاء با پسران علی افنان شد. روح‌انگیز، خواهر بزرگ‌تر شوقی افندی با خود نیّر ازدواج کرده بود. ثریا، دختر عموی شوقی افندی، با فیضی و خواهر کوچک‌تر شوقی افندی با حسن ازدواج کردند. اعضای خانواده شوقی افندی از طریق چنین روابطی با ناقضین علیه شوقی افندی قیام کردند.
شوقی افندی برخلاف بسیاری از نزدیکانش عقیده داشت دستورالعمل‌های عبدالبهاء در مورد قطع ارتباط با ناقضین باید بدون هیچ مصالحه‌ای دنبال شود و در نتیجه اکثر خویشاوندان نزدیکش که تحت تأثیر میرزا محمدعلی و حامیانش وصیتنامه عبدالبهاء را نادیده گرفتند و به مخالفت با ولایت امر شوقی افندی پرداختند به عنوان ناقض اعلام شدند.

#### میسون ریمی
شوقی افندی در سال ۱۹۵۷ درگذشت. او فرزندی نداشت و وصیت‌نامه‌ای از خود برجای نگذاشته بود که در آن فردی را به عنوان جانشین معرفی کرده باشد. از این رو، گروهی از بهائیان برجسته معروف به ایادی امرالله که قبل از مرگ شوقی افندی توسط خود او، برای انتشار تعالیم بهائی و حفظ همبستگی جامعه منصوب شده بودند، موقتاً به مدت ۵ سال (از سال ۱۳۳۶ شمسی تا سال ۱۳۴۲ شمسی) رهبری جامعه بهائی را به دست گرفتند تا زمینه را برای تشکیل بیت‌العدل اعظم که بهاءالله در کتاب اقدس تصدی امور جامعه بهائی را در نهایت به آن شورا سپرده بود، فراهم کنند. شوقی افندی چند هفته قبل از درگذشت‌ش در پیامی که به عالم بهائی ارسال داشته بود ایادیان امرالله را با عنوان «حارسان اعظم جامعهٔ جنینی امر بهاءالله» معرفی کرده بود.
پس از درگذشت شوقی افندی، تصمیم ایادیان امرالله مبنی بر در دست گرفتن امور به‌طور موقت تا برگزاری انتخابات بیت العدل اعظم، به‌طور کلی با حمایت مشتاقانه جامعهٔ بهائی سراسر جهان پذیرفته شد. در ۱۹۵۹ میسون ریمی یکی از ایادیان امرالله که در زمان تشکیل شورای بین‌المللی بهائی به عنوان رئیس آن جمع تعیین شده بود ادعا کرد که وی به همین دلیل باید پس از شوقی افندی به عنوان ولی دوم امر در نظر گرفته شود. استدلال او با مخالفت سایر ایادیان امرالله مواجه شد زیرا هیچ وصیتنامه یا یادداشتی مبنی بر اینکه شوقی افندی ریمی را به عنوان جانشین خود انتخاب کرده باشد وجود نداشت. ریمی خود در سال ۱۹۵۷ به همراه سایر ایادیان امرالله بیانیه‌ای رسمی به امضا رسانده بود که شوقی افندی جانشینی برای خود تعیین نکرده است. به علاوه در آثار بهائی ذکر شده بود که ولی امر باید از نسل بهاءالله باشد و ریمی حائز این شرط نیز نبود. با ادامه اصرار ریمی بر ادعای خود در سال ۱۹۶۰ از سمت ایادی امرالله عزل و به عنوان ناقض عهد و میثاق معرفی شد. ریمی تنها موفق به جلب تعداد کمی طرفدار برای خود شد و همان‌طور که خود بعدها اظهار کرد تقریباً تمام جامعهٔ بهائی با ادعای او مخالفت کردند. برگزاری انتخابات و تشکیل بیت العدل اعظم در سال ۱۹۶۳ با شادی و شعف بهائیان همراه بود و ریمی و طرفدارانش به سرعت اهمیت خود را برای اکثر بهائیان از دست دادند.